# Aloes drzewiasty
Aloes drzewiasty (Aloe arborescens Mill.) – gatunek roślin z rodziny złotogłowowatych (Asphodelaceae), z podrodziny Aloideae, które dawniej wyodrębniano w randze rodziny aloesowatych. Naturalnym środowiskiem aloesu drzewiastego są piaszczyste i kamieniste, ubogie w wodę tereny południowej Afryki oraz Półwyspu Arabskiego. W Polsce, gdzie występuje klimat umiarkowany, roślina uprawiana jest jako szklarniowa lub pokojowa; świetnie radzi sobie również w uprawach hydroponicznych. Na świecie na terenach otwartych hodowana w klimacie gorącym, głównie na plantacjach w Japonii, Chinach, obu Amerykach oraz w Polsce.

## Morfologia
Pokrój ma krzewiasty – rozgałęzione, drewniejące pędy osiągają do 5 m wysokości i zakończone są rozetami szarozielonych liści. Rośliny uprawiane w klimacie umiarkowanym (m.in. w Polsce) osiągają do 1 m wysokości. Szarozielone liście na brzegu uzbrojone są w jasne ząbki oraz w ponad 98% zbudowane są z wody. Kwitnie w miesiącach chłodnych (na półkuli południowej od maja do lipca) tworząc okazałe kwiatostany z kwiatami w kolorze ciemnopomarańczowym, rzadko żółte, czerwone lub dwubarwne. Aloes drzewiasty to roślina zawsze zielona.

## Właściwości chemiczne
Aloes ten zawiera liczne substancje czynne takie jak: witaminy z grupy B i C, kwas foliowy, składniki mineralne (K, Mn, Mg, Fe, Ca), sterole, kwas salicylowy, ligniny, antrachinony, enzymy reprezentowane przez karboksypeptydazę, amylazę i cyklooksygenazę.

## Zastosowanie
Jako surowiec aloes drzewiasty używany jest do celów farmaceutycznych. Jako środek leczniczy był stosowany już w starożytnym Egipcie oraz przez Sumerów. Surowiec pozyskany z aloesu stosowany jest w postaci stałych lub płynnych środków doustnych, środków do użytku zewnętrznego, roztworów iniekcyjnych oraz do wytwarzania prostych wyciągów w domowych warunkach. W drugiej połowie XX wieku rosyjski chirurg oraz oftalmolog prof. Władimir Fiłatow zauważył, że wodne wyciągi z liści aloesu drzewiastego wpływają korzystnie na poprawę stanu zdrowia osób cierpiących z powodu chorób oczu, oraz że ułatwia on przyjęcie się przeszczepionej rogówki. Dziś wiemy już, że za pozytywne działanie aloesu odpowiada przede wszystkim glukoproteid aloektyna B. Aloes posiada właściwości przeciwzapalne, bakteriobójcze i przeciwbólowe, przyśpiesza regenerację skóry i błon śluzowych. Działa również immunostymulująco.
Aloes drzewiasty jako jedyny pozwala na pozyskanie soku i miazgi ze świeżych liści, które mają różne działania farmakologiczne niż alona. Z jego świeżych liści możemy otrzymać sok stosowany do produkcji immunostymulujących preparatów oraz miazgę, której używa się do oparzeń popromiennych.
Gotowy surowiec wydobyty z rośliny w warunkach domowych powinien pochodzić z co najmniej trzyletniego okazu oraz przez około 10-15 dni być przechowywany w lodówce.

### Przetwory
Z aloesu drzewiastego wykonuje się wiele przetworów, głównie leczniczych. Możemy z niego otrzymać m.in.:
- Wino aloesowe – stosowane głównie przy owrzodzeniach żołądka, dwunastnicy i jelita grubego.
- Napar aloesowy – stosowany do płukania jamy ustnej i gardła, okładu na wrzody i rany czy przemywania przewodów nosowych.
- Miód aloesowy – podawany głównie dzieciom, młodzieży oraz osobom w podeszłym wieku. Miód aloesowy pobudza apetyt, działa przeciwnieżytowo oraz wzmacnia organizm.
- Biostymina – występuje w postaci ampułek, stosowana jako lek w astmie oskrzelowej.
- Wyciąg glicerynowy z aloesu – stosowany jako środek kosmetyczny oraz płyn po goleniu.
- Alax – środek w drażetkach stosowany przeczyszczająco.
- Nalewka alonowa – stosowana w celu pobudzenia wytwarzania soku żołądkowego.

## Galeria

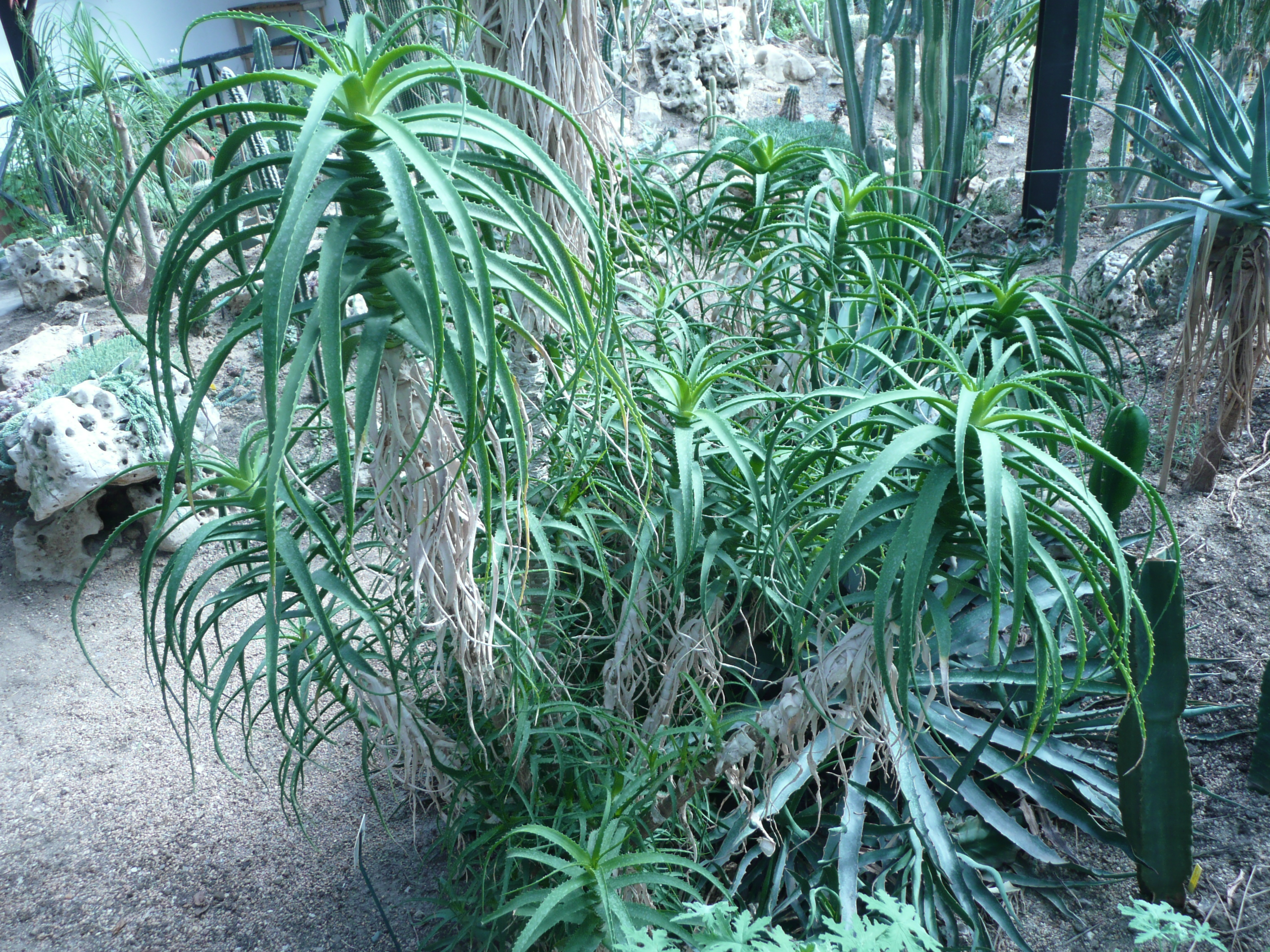
Aloes drzewiasty
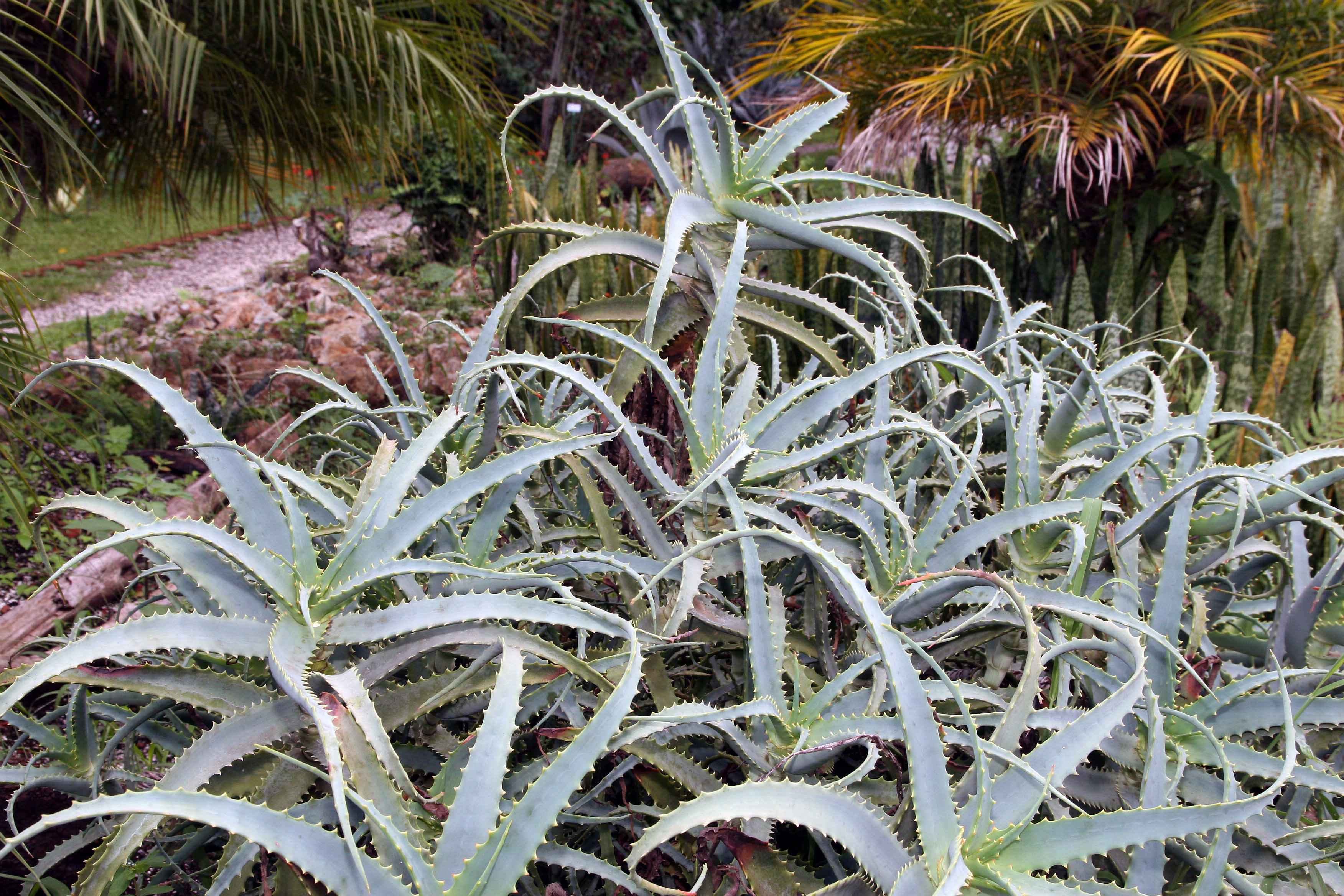
Aloes drzewiasty
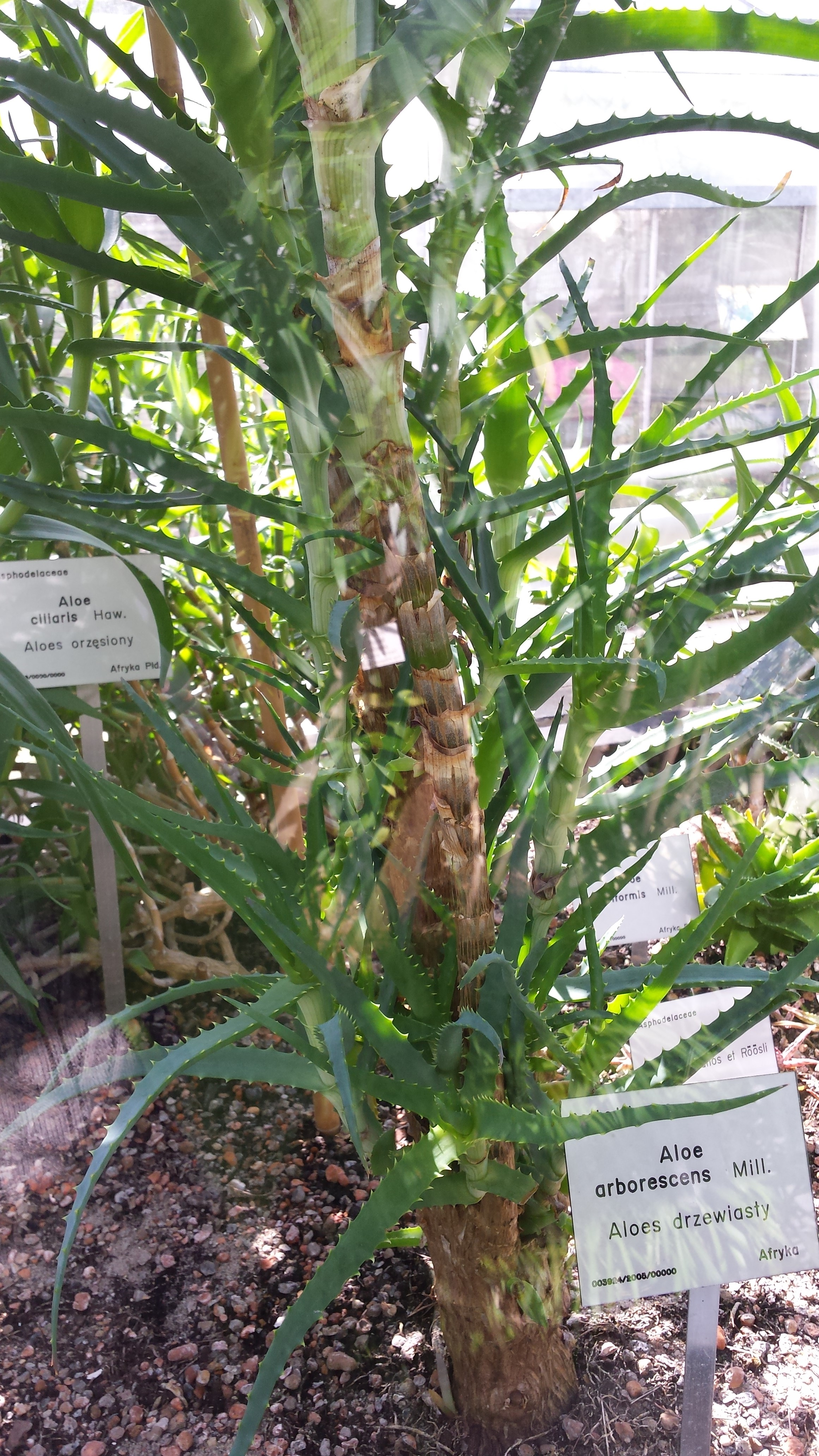
Aloes drzewiasty
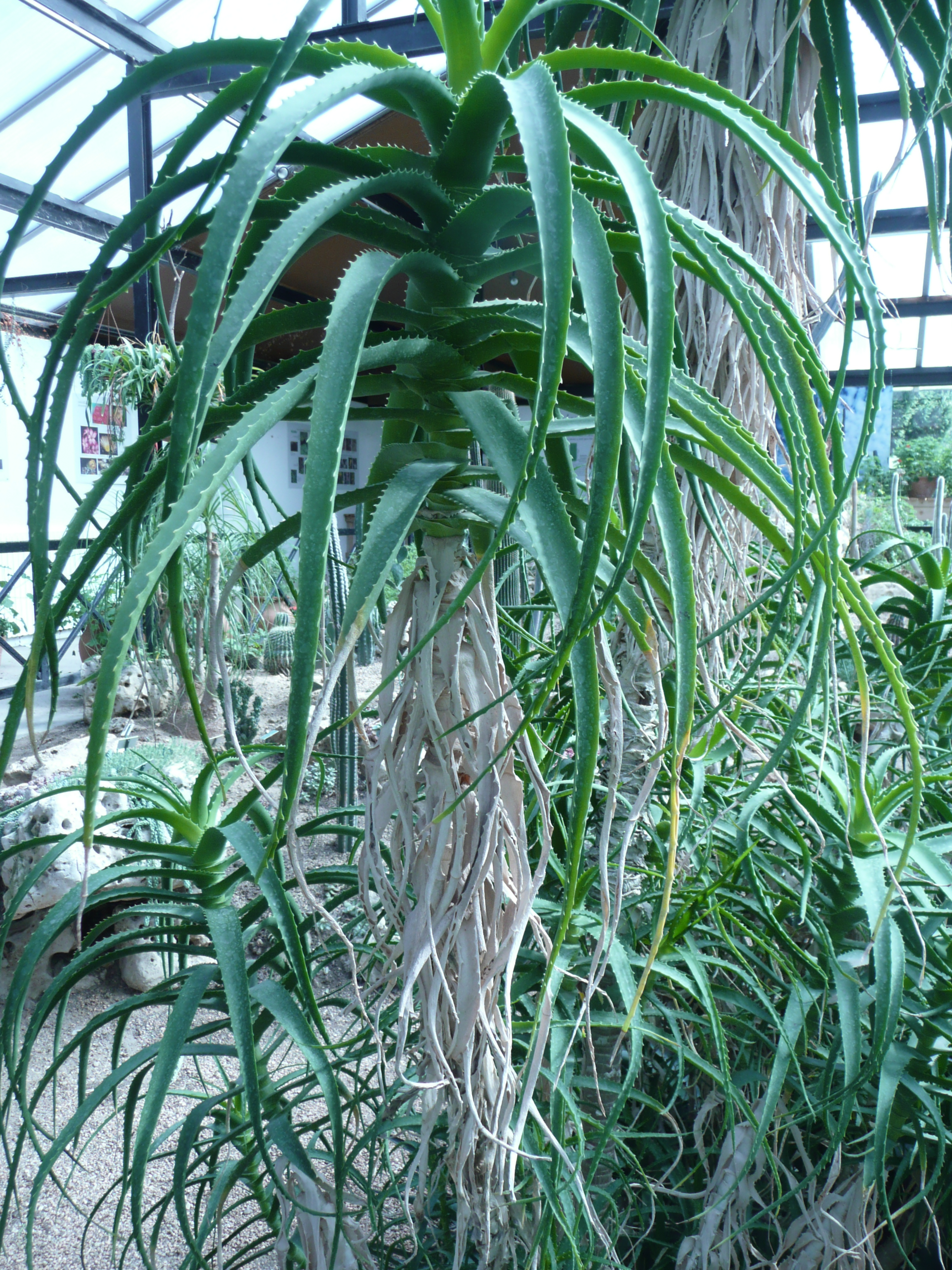
Aloes drzewiasty